# Herb gminy Kowale Oleckie
Herb gminy Kowale Oleckie – symbol gminy Kowale Oleckie.

## Wygląd i symbolika
Herb przedstawia na tarczy w polu błękitnym fragment czerwonego ceglanego muru z białym obramowaniem, a przed nim skrzyżowane: srebrna kielnia i złoty kłos zboża.